# Natal-Langflügelfledermaus
Die Natal-Langflügelfledermaus (Miniopterus natalensis) ist ein in Afrika und Vorderasien verbreitetes Fledertier in der Familie der Langflügelfledermäuse. Die Populationen zählten bis in die 1980er Jahre zur eigentlichen Langflügelfledermaus (Miniopterus schreibersii).

## Merkmale
Die Art ist äußerlich fast identisch mit der Brüderchen-Langflügelfledermaus (Miniopterus fraterculus). Abweichend ist sie mit einer durchschnittlichen Gesamtlänge von 113,6 mm etwas größer, wogegen die Hinterfüße etwas kürzer als bei Miniopterus fraterculus sind. Die Unterarme erreichen eine Länge von etwa 45 mm und der Schwanz ist vollständig in der Schwanzflughaut eingeschlossen. Ein Nasenblatt ist nicht vorhanden. Abhängig von der Population und der Jahreszeit hat das oberseitige Fell eine dunkelbraune, rotbraune, dunkelgraue oder schwarze Farbe. Das Fell der Unterseite ist etwas heller. Kennzeichnend sind recht schmale Flügel. Bei der Natal-Langflügelfledermaus sind die etwa dreieckigen Ohren an den Spitzen abgerundet und dunkelgrau bis schwarz gefärbt.

## Verbreitung
Diese Fledermaus hat eine größere Population im Südwesten der Arabischen Halbinsel sowie eine weitere von Kenia und Angola bis Südafrika. Vermutlich zählen auch Populationen in Äthiopien und Südsudan zur Art. Die Exemplare halten sich im Flachland auf und bewohnen Savannen, Buschländer sowie Wüsten.

## Lebensweise
Die Natal-Langflügelfledermaus ruht am Tage in Höhlen, verlassenen Bergwerken und ähnlichen Verstecken. Sie bildet Kolonien mit bis zu 2500 Mitgliedern. Die Exemplare jagen verschiedene Insekten wie Zweiflügler, Schnabelkerfe, Käfer, Schmetterlinge oder Schaben. Die Rufe zur Echoortung sind etwa 5 Millisekunden lang und haben eine durchschnittliche Bandbreite von 34,5 kHz. Mit leichten Abweichungen findet die Paarung zwischen März und April statt. Nach einer Pause der Embryoentwicklung beginnt die eigentliche Trächtigkeit im Juli oder August, so dass die Nachkommen zwischen Oktober und November geboren werden. Weibchen bilden zur Aufzucht der Jungtiere eigen Kolonien. Ein Wurf enthält ein Neugeborenes.

## Gefährdung
In geringem Maße wirken sich Landschaftsveränderungen, der Einsatz von Pestiziden und Besucher in den Höhlen negativ aus. Die IUCN listet die Art aufgrund einer großen Gesamtpopulation als nicht gefährdet (least concern).